# Female Misbehavior
Female Misbehavior ist eine deutsche Dokumentarfilm-Kompilation unter der Regie von Monika Treut aus dem Jahr 1992. Das Gesamtwerk besteht aus vier dokumentarischen Kurzfilmen: Bondage, Annie, Dr. Paglia und Max. Im Sinne des Sex-positiven Feminismus praktizieren die vier Protagonistinnen female misbehaviour, nämlich weibliches Fehlverhalten in der Öffentlichkeit, indem sie sich lustvoll nonkonform benehmen.

## Episoden

### Bondage
Bondage aus dem Jahr 1983 porträtiert die lesbische S/M-Aktivistin Carol in New York. Sie demonstriert und kommentiert Fesseltechniken und Hängungen aus ihrer Bondage-Praxis. Dabei spricht sie über die Verbindung von Schmerz und Lust und beschreibt ausgiebig ihre sexuellen Vorlieben. Besonders wichtig ist es ihr, als sex-positive Frau öffentliche Zeichen zu setzen: „und wenn ich die Fifth Avenue entlangmarschiere, verkünde ich der Welt, dass ich eine sexuelle Frau bin“ (Carol: in Bondage (übersetzt aus dem Englischen))

### Annie
Annie aus dem Jahr 1989 erzählt die Entwicklungsgeschichte der schüchternen Provinzblume Ellen Steinberg, die im Underground-Pornofilm der USA als Porno-Queen Annie Sprinkle Karriere macht. Sie wird bekannt als Kämpferin für Sexarbeiterinnen-Rechte, die mit ihren humorvollen Sex-Shows und Performances ein internationales Publikum amüsiert. Zu ihren bekanntesten Performances dieser Zeit gehören das Bosom Ballet und das Public Cervix Announcement, in dem sie das Publikum auffordert, mit Hilfe eines Spekulums einen Blick auf ihren Muttermund zu werfen.

### Dr. Paglia
Dr. Paglia aus dem Jahr 1992 porträtiert die Professorin für Kulturwissenschaften Camille Paglia, die als anti-feministische Feministin der amerikanischen Medienöffentlichkeit bekannt wurde. Sie provoziert und argumentiert gegen politische Korrektheit und sorgt für hitzige Debatten.

### Max
Max aus dem Jahr 1992 porträtiert Max Wolf Valerio in San Francisco. Dieser kurze Dokumentarfilm erzählt die Entwicklung der lesbischen Anita Valerio zum Transmann Max Wolf Valerio, der 2006 mit dem Buch The Testosteron Files bekannt wurde.

## Produktion und Rezeption
Die Kurzfilm-Kompilation Female Misbehavior wurde 1992 als Digital Cinema Package von Salzgeber für den Kinoeinsatz herausgegeben. 2018 erschien eine DVD-Box, die sechs Kinofilme von Monika Treut aus den Jahren 1985–99 enthält. Female Misbehaviour gab dieser Jubiläumsausgabe den Titel.
Hans Schifferle bezeichnete im Mai 1999 in der Süddeutschen Zeitung Female Misbehavior als einen Abenteuerfilm. Eva Hohenberger schrieb im Filmdienst: „Die optisch kargen, weitgehend vom Dialog bestimmten Filme sind als Selbstdarstellungen konzipiert, stellen sich aber hinter die sexualpolitischen Utopien, die die Porträtierten verkörpern.“